# Mikołaj Tomczak
Mikołaj Tomczak (ur. 4 maja 1999 w Lesznie) – polski szachista, mistrz międzynarodowy od 2021 roku.

## Kariera szachowa
Udział w zawodach szachowych zaczął od startu w indywidualnych mistrzostwach Europy juniorów w 2013 w Budvie, gdzie zajął 10. miejsce. Jednokrotnie zdobył medal mistrzostw Polski juniorów: złoty w Wałbrzychu w 2013 (do 14 lat). Był medalistą mistrzostw Europy juniorów w szachach szybkich: srebrny w Druskienniki w 2011 – (do lat 12). Również był trzykrotnym medalistą mistrzostw Polski juniorów w szachach szybkich (w tym jednokrotnym mistrzem Polski: Wrocław 2017 – do 18 lat) oraz trzykrotnym medalistą mistrzostw Polski juniorów w szachach błyskawicznych (w tym mistrzem Polski: Katowice 2015 – do 18 lat i Wrocław 2017 – do 18 lat).
Reprezentował Polskę na mistrzostwach świata juniorów (2 razy) oraz mistrzostwach Europy juniorów (6 razy), najlepszy wynik uzyskując w 2014 w Batumi (3. m. na MEJ do 16 lat). Sześciokrotnie zwyciężał w turniejach: 2011 w Rewalu (Konik Morski Rewala – turniej C), 2014 w Obrze (V Memoriał Ziemowita Zgierskiego), 2015 w Karpaczu (IX MTSz Karkonosze), 2017 w Grazu (Chess Open Graz 2017 – A; wypełniona norma arcymistrzowska), 2018 w Kowalewie Pomorskim (MFS, open A) i * 2019 – I m. Raciborzu (Racibórz 2019 OPEN FIDE).
Najwyższy ranking w dotychczasowej karierze osiągnął 1 listopada 2018, z wynikiem 2451 punktów.

## Osiągnięcia
Indywidualne mistrzostwa Polski do 20 lat:
- Ustroń-Jaszowiec 2019 – VII m.[10]

Indywidualne mistrzostwa świata juniorów:
- Al-Ajn 2013 – XXXIV m.[6]
- Porto Karas 2015 – XXXI m.[6]

Indywidualne mistrzostwa Europy juniorów:
- Budva 2013 – X m.[4]
- Batumi 2014 – brązowy medal[4]

Indywidualne mistrzostwa Polski juniorów:
- Mielno 2011 – IV m.[11]
- Solina 2012 – VIII m.[12]
- Wałbrzych 2013 – złoty medal[5]
- Jastrzębia Góra 2014 – IV m.[13]
- Karpacz 2015 – X m.[14]

Wybrane sukcesy w innych turniejach:
- 2011 – I m. w Rewalu (Konik Morski Rewala – turniej C)[7]
- 2014 – I m. w Obrze (V Memoriał Ziemowita Zgierskiego)[1]
- 2015 – I m. w Karpaczu (IX MTSz Karkonosze)[1]
- 2016 – dz. II m. w Polanicy-Zdroju (Memoriał Akiby Rubinsteina, open A)[15]
- 2017 – dz. I m. w Grazu (Chess Open Graz 2017 – A; wypełniona norma arcymistrzowska)[1]
- 2018 – dz. I m. w Kowalewie Pomorskim (MFS, open A)[8]
- 2019 – I m. Raciborzu (Racibórz 2019 OPEN FIDE)[1]